# Đội tuyển bóng đá quốc gia Trinidad và Tobago
Đội tuyển bóng đá quốc gia Trinidad và Tobago (tiếng Anh: Trinidad and Tobago national football team) là đội tuyển cấp quốc gia của Trinidad và Tobago do Liên đoàn bóng đá Trinidad và Tobago quản lý.
Trận thi đấu quốc tế đầu tiên của đội tuyển Trinidad và Tobago là trận gặp Suriname vào năm 1934. Đội đã một lần tham dự World Cup vào năm 2006. Tại giải năm đó, đội đã để thua cả ba trận trước Anh, Thụy Điển, Paraguay và dừng bước ở vòng bảng. Còn ở cấp độ châu lục, thành tích tốt nhất của đội cho đến nay là ngôi vị á quân của CONCACAF 1973 và tấm huy chương đồng của đại hội Thể thao liên châu Mỹ 1967.

## Danh hiệu
- Vô địch CONCACAF: 0

Á quân: 1973
Hạng ba: 1989; 2000
- Vô địch Cúp Caribe: 8

Vô địch: 1989; 1992; 1994; 1995; 1996; 1997; 1999; 2001
Á quân: 1991; 1998; 2007; 2012; 2014
Hạng ba: 1993; 2005
- Bóng đá nam tại Americas Games:

 1967

## Thành tích quốc tế

### Giải vô địch bóng đá thế giới
Tính đến nay, đội tuyển Trinidad và Tobago mới có một lần tham dự vòng chung kết Giải vô địch bóng đá thế giới vào năm 2006. Tuy nhiên đội bóng dừng bước ngay tại vòng bảng.
| Năm         | Thành tích               | Thứ hạng1                | Số trận                  | Thắng                    | Hòa                      | Thua                     | Bàn thắng                | Bàn thua                 |
| ----------- | ------------------------ | ------------------------ | ------------------------ | ------------------------ | ------------------------ | ------------------------ | ------------------------ | ------------------------ |
| 1930 ↓ 1962 | Không tham dự            | Không tham dự            | Không tham dự            | Không tham dự            | Không tham dự            | Không tham dự            | Không tham dự            | Không tham dự            |
| 1966 ↓ 2002 | Không vượt qua vòng loại | Không vượt qua vòng loại | Không vượt qua vòng loại | Không vượt qua vòng loại | Không vượt qua vòng loại | Không vượt qua vòng loại | Không vượt qua vòng loại | Không vượt qua vòng loại |
| 2006        | Vòng 1                   | 27                       | 3                        | 0                        | 1                        | 2                        | 0                        | 4                        |
| 2010 ↓ 2022 | Không vượt qua vòng loại | Không vượt qua vòng loại | Không vượt qua vòng loại | Không vượt qua vòng loại | Không vượt qua vòng loại | Không vượt qua vòng loại | Không vượt qua vòng loại | Không vượt qua vòng loại |
| 2026 ↓ 2034 | Chưa xác định            | Chưa xác định            | Chưa xác định            | Chưa xác định            | Chưa xác định            | Chưa xác định            | Chưa xác định            | Chưa xác định            |
| Tổng cộng   | 1/13                     | 1 lần vòng bảng          | 3                        | 0                        | 1                        | 2                        | 0                        | 4                        |

Chú giải 1:  Thứ hạng ngoài bốn hạng đầu là không chính thức, dựa trên so sánh giữa các đội tuyển lọt vào cùng một vòng đấu

### Cúp Vàng CONCACAF
| Cúp Vàng CONCACAF | Cúp Vàng CONCACAF        | Cúp Vàng CONCACAF        | Cúp Vàng CONCACAF        | Cúp Vàng CONCACAF        | Cúp Vàng CONCACAF        | Cúp Vàng CONCACAF        | Cúp Vàng CONCACAF        |
| Năm               | Vòng                     | GP                       | W                        | D                        | L                        | GF                       | GA                       |
| ----------------- | ------------------------ | ------------------------ | ------------------------ | ------------------------ | ------------------------ | ------------------------ | ------------------------ |
| 1963 đến 1965     | Không tham dự            | Không tham dự            | Không tham dự            | Không tham dự            | Không tham dự            | Không tham dự            | Không tham dự            |
| 1967              | Hạng 4                   | 5                        | 2                        | 0                        | 3                        | 6                        | 10                       |
| 1969              | Hạng 5                   | 5                        | 1                        | 1                        | 3                        | 4                        | 12                       |
| 1971              | Hạng 5                   | 5                        | 1                        | 2                        | 2                        | 7                        | 12                       |
| 1973              | Á quân                   | 5                        | 3                        | 0                        | 2                        | 11                       | 4                        |
| 1977 đến 1981     | Không vượt qua vòng loại | Không vượt qua vòng loại | Không vượt qua vòng loại | Không vượt qua vòng loại | Không vượt qua vòng loại | Không vượt qua vòng loại | Không vượt qua vòng loại |
| 1985              | Vòng 1                   | 4                        | 0                        | 1                        | 3                        | 2                        | 7                        |
| 1989              | Hạng 3                   | 8                        | 3                        | 3                        | 2                        | 7                        | 5                        |
| 1991              | Vòng 1                   | 3                        | 1                        | 0                        | 2                        | 3                        | 4                        |
| 1993              | Không vượt qua vòng loại | Không vượt qua vòng loại | Không vượt qua vòng loại | Không vượt qua vòng loại | Không vượt qua vòng loại | Không vượt qua vòng loại | Không vượt qua vòng loại |
| 1996              | Vòng 1                   | 2                        | 0                        | 0                        | 2                        | 4                        | 6                        |
| 1998              | Vòng 1                   | 2                        | 1                        | 0                        | 1                        | 5                        | 5                        |
| 2000              | Bán kết                  | 4                        | 2                        | 0                        | 2                        | 6                        | 8                        |
| 2002              | Vòng 1                   | 2                        | 0                        | 1                        | 1                        | 1                        | 2                        |
| 2003              | Không vượt qua vòng loại | Không vượt qua vòng loại | Không vượt qua vòng loại | Không vượt qua vòng loại | Không vượt qua vòng loại | Không vượt qua vòng loại | Không vượt qua vòng loại |
| 2005              | Vòng 1                   | 3                        | 0                        | 2                        | 1                        | 3                        | 5                        |
| 2007              | Vòng 1                   | 3                        | 0                        | 1                        | 2                        | 2                        | 5                        |
| 2009 đến 2011     | Không vượt qua vòng loại | Không vượt qua vòng loại | Không vượt qua vòng loại | Không vượt qua vòng loại | Không vượt qua vòng loại | Không vượt qua vòng loại | Không vượt qua vòng loại |
| 2013              | Tứ kết                   | 3                        | 1                        | 1                        | 1                        | 4                        | 4                        |
| 2015              | Tứ kết                   | 4                        | 2                        | 2                        | 0                        | 10                       | 6                        |
| 2017              | Không vượt qua vòng loại | Không vượt qua vòng loại | Không vượt qua vòng loại | Không vượt qua vòng loại | Không vượt qua vòng loại | Không vượt qua vòng loại | Không vượt qua vòng loại |
| 2019              | Vòng 1                   | 3                        | 0                        | 1                        | 2                        | 1                        | 9                        |
| 2021              | Vòng 1                   | 3                        | 0                        | 2                        | 1                        | 1                        | 3                        |
| 2023              | Vòng 1                   | 3                        | 1                        | 0                        | 2                        | 4                        | 10                       |
| Tổng cộng         | 18/27                    | 67                       | 18                       | 17                       | 32                       | 81                       | 97                       |

## Cầu thủ

### Đội hình hiện tại
Đây là đội hình đã hoàn thành Cúp Vàng CONCACAF 2023.
Số liệu thống kê tính đến ngày 2 tháng 7 năm 2023 sau trận gặp Hoa Kỳ.

| Số | VT | Cầu thủ           | Ngày sinh (tuổi)  | Trận | Bàn | Câu lạc bộ              |
| -- | -- | ----------------- | ----------------- | ---- | --- | ----------------------- |
|    | TM | Marvin Phillip    | 1 tháng 8, 1984   | 93   | 0   | Port of Spain           |
|    | TM | Nicklas Frenderup | 14 tháng 12, 1992 | 11   | 0   | Ranheim                 |
|    | TM | Denzil Smith      | 12 tháng 10, 1999 | 2    | 0   | W Connection            |
|    |    |                   |                   |      |     |                         |
|    | HV | Aubrey David      | 11 tháng 10, 1990 | 73   | 1   | Aucas                   |
|    | HV | Sheldon Bateau    | 29 tháng 1, 1991  | 53   | 4   | Beveren                 |
|    | HV | Alvin Jones       | 9 tháng 7, 1994   | 45   | 3   | Unattached              |
|    | HV | Triston Hodge     | 9 tháng 10, 1994  | 27   | 0   | Hartford Athletic       |
|    | HV | Ryan Telfer       | 4 tháng 3, 1994   | 22   | 8   | Miami FC                |
|    | HV | Kareem Moses      | 11 tháng 2, 1990  | 18   | 1   | FF Jaro                 |
|    | HV | Shannon Gomez     | 5 tháng 10, 1996  | 9    | 0   | San Antonio FC          |
|    | HV | Leland Archer     | 8 tháng 1, 1996   | 3    | 0   | Charleston Battery      |
|    | HV | Luke Singh        | 12 tháng 9, 2000  | 1    | 0   | Atlético Ottawa         |
|    |    |                   |                   |      |     |                         |
|    | TV | Joevin Jones      | 3 tháng 8, 1991   | 89   | 12  | Unattached              |
|    | TV | Kevin Molino      | 17 tháng 6, 1990  | 59   | 23  | Columbus Crew           |
|    | TV | Levi García       | 20 tháng 11, 1997 | 41   | 8   | AEK Athens              |
|    | TV | Neveal Hackshaw   | 21 tháng 11, 1995 | 34   | 2   | Oakland Roots           |
|    | TV | Kaïlé Auvray      | 27 tháng 5, 2004  | 8    | 0   | Sporting Kansas City II |
|    | TV | Molik Jesse Khan  | 8 tháng 4, 2004   | 6    | 0   | Minnesota United 2      |
|    | TV | Ajani Fortune     | 30 tháng 12, 2002 | 6    | 1   | Atlanta United          |
|    | TV | Andre Rampersad   | 2 tháng 2, 1995   | 4    | 1   | HFX Wanderers           |
|    | TV | Real Gill         | 23 tháng 1, 2003  | 3    | 1   | Club Sando              |
|    |    |                   |                   |      |     |                         |
|    | TĐ | Kadeem Corbin     | 3 tháng 3, 1996   | 4    | 1   | La Horquetta Rangers    |
|    | TĐ | Malcolm Shaw      | 27 tháng 7, 1995  | 2    | 0   | Atlético Ottawa         |

### Triệu tập gần đây
| Vt | Cầu thủ             | Ngày sinh (tuổi)  | Số trận | Bt | Câu lạc bộ                        | Lần cuối triệu tập                           |
| -- | ------------------- | ----------------- | ------- | -- | --------------------------------- | -------------------------------------------- |
| TM | Isaiah Williams     | 13 tháng 12, 2000 | 0       | 0  | Defence Force                     | v. Saint-Martin, 29 January 2023             |
|    |                     |                   |         |    |                                   |                                              |
| HV | Justin Garcia       | 26 tháng 10, 1995 | 12      | 0  | Defence Force                     | v. Guatemala, 11 June 2023                   |
| HV | Ross Russell Jr.    | 9 tháng 1, 1992   | 11      | 0  | La Horquetta Rangers              | v. Guatemala, 11 June 2023                   |
| HV | Jameel Neptune      | 19 tháng 7, 1993  | 6       | 0  | Port of Spain                     | v. Guatemala, 11 June 2023                   |
| HV | Josiah Trimmingham  | 14 tháng 12, 1996 | 5       | 0  | Club Sando                        | v. Guatemala, 11 June 2023                   |
| HV | Andre Raymond       | 9 tháng 11, 2000  | 1       | 0  | Dumiense                          | v. Guatemala, 11 June 2023                   |
| HV | Stephon Marcano     | 1 tháng 10, 1999  | 1       | 0  | Cal State Bakersfield Roadrunners | v. Guatemala, 11 June 2023                   |
| HV | Keston Julien       | 26 tháng 10, 1998 | 12      | 0  | Sheriff Tiraspol                  | v. Nicaragua, 27 March 2023                  |
| HV | Kareem Riley        | 26 tháng 2, 1998  | 2       | 0  | Club Sando                        | v. Jamaica, 14 March 2023                    |
| HV | Jelani Felix        | 22 tháng 11, 1993 | 1       | 0  | Defence Force                     | v. Jamaica, 14 March 2023                    |
| HV | Isaiah Garcia       | 22 tháng 4, 1998  | 3       | 0  | Point Fortin Civic                | v. Saint-Martin, 29 January 2023             |
| HV | Weslie John         | 29 tháng 7, 1991  | 2       | 0  | Point Fortin Civic                | v. Saint-Martin, 29 January 2023             |
| HV | Darnell Hospedales  | 13 tháng 3, 1999  | 0       | 0  | Point Fortin Civic                | v. Saint-Martin, 29 January 2023             |
| HV | Anthony Herbert     | 18 tháng 4, 1998  | 1       | 0  | Haka                              | 2022 King's Cup                              |
| HV | Mekeil Williams     | 24 tháng 7, 1990  | 37      | 1  | Chattanooga Red Wolves            | v. Saint Vincent và Grenadines, 13 June 2022 |
| HV | Michael Kedman      | 26 tháng 10, 1998 | 1       | 0  | Þróttur Vogum                     | v. Saint Vincent và Grenadines, 13 June 2022 |
|    |                     |                   |         |    |                                   |                                              |
| TV | Duane Muckette      | 1 tháng 7, 1995   | 18      | 1  | Port of Spain                     | v. Guatemala, 11 June 2023                   |
| TV | Michel Poon-Angeron | 19 tháng 4, 2001  | 10      | 0  | Port of Spain                     | v. Guatemala, 11 June 2023                   |
| TV | Daniel Phillips     | 18 tháng 1, 2001  | 7       | 0  | St Johnstone                      | v. Guatemala, 11 June 2023                   |
| TV | Nathaniel James     | 17 tháng 6, 2004  | 2       | 0  | Club Sando                        | v. Guatemala, 11 June 2023                   |
| TV | Justin Sadoo        | 11 tháng 8, 1997  | 1       | 0  | Defence Force                     | v. Guatemala, 11 June 2023                   |
| TV | Che Benny           | 18 tháng 8, 2000  | 1       | 0  | Port of Spain                     | v. Guatemala, 11 June 2023                   |
| TV | Kristian Lee-Him    | 8 tháng 10, 1993  | 1       | 0  | IFK Eskilstuna                    | v. Guatemala, 11 June 2023                   |
| TV | Kaihim Thomas       | 8 tháng 2, 2003   | 0       | 0  | La Horquetta Rangers              | v. Guatemala, 11 June 2023                   |
| TV | Jomal Williams      | 28 tháng 4, 1994  | 21      | 3  | Once Deportivo                    | v. Nicaragua, 27 March 2023                  |
| TV | Noah Powder         | 27 tháng 10, 1998 | 16      | 2  | Unattached                        | v. Nicaragua, 27 March 2023                  |
| TV | John-Paul Rochford  | 5 tháng 1, 2000   | 13      | 2  | Port of Spain                     | v. Nicaragua, 27 March 2023                  |
| TV | Jesse Williams      | 18 tháng 5, 2001  | 10      | 0  | Unattached                        | v. Jamaica, 14 March 2023                    |
| TV | Matthew Woo Ling    | 15 tháng 9, 1996  | 6       | 0  | Port of Spain                     | v. Jamaica, 14 March 2023                    |
| TV | Kevon Goddard       | 20 tháng 1, 1996  | 9       | 0  | W Connection                      | v. Saint-Martin, 29 January 2023             |
| TV | Jabari Mitchell     | 1 tháng 5, 1997   | 3       | 0  | Police                            | v. Saint-Martin, 29 January 2023             |
| TV | Leston Paul         | 11 tháng 3, 1990  | 35      | 0  | Memphis 901                       | 2022 King's Cup                              |
| TV | Judah García        | 24 tháng 10, 2000 | 15      | 3  | AEK Athens B                      | 2022 King's Cup                              |
| TV | Andre Fortune II    | 3 tháng 7, 1996   | 11      | 0  | Nõmme Kalju                       | 2022 King's Cup                              |
|    |                     |                   |         |    |                                   |                                              |
| TĐ | Samory Powder       | 7 tháng 3, 2001   | 0       | 0  | Detroit Mercy Titans              | v. Guatemala, 11 June 2023                   |
| TĐ | Marcus Joseph       | 29 tháng 4, 1991  | 28      | 7  | Mohammedan                        | v. Nicaragua, 27 March 2023                  |
| TĐ | Reon Moore          | 22 tháng 9, 1996  | 20      | 5  | Unattached                        | v. Nicaragua, 27 March 2023                  |
| TĐ | Rundell Winchester  | 16 tháng 12, 1993 | 6       | 0  | Marsaskala                        | v. Nicaragua, 27 March 2023                  |
| TĐ | Jomoul Francois     | 4 tháng 9, 1995   | 4       | 0  | Port of Spain                     | v. Jamaica, 14 March 2023                    |
| TĐ | Kwesi Weston        |                   | 0       | 0  | Louisiana Krewe                   | v. Jamaica, 14 March 2023                    |